# Lijst van Eerste Kamerleden voor de PvdV
Een overzicht van alle Eerste Kamerleden voor de Partij van de Vrijheid (PvdV).
| Eerste Kamerlid            | Begindatum   | Einddatum    |
| -------------------------- | ------------ | ------------ |
| Anthonie Nicolaas Molenaar | 23 juli 1946 | 26 juli 1948 |
| Dirk Stikker               | 23 juli 1946 | 26 juli 1948 |
| Roelof Zegering Hadders    | 23 juli 1946 | 26 juli 1948 |